# Honesdale
Honesdale es un borough ubicado en el condado de Wayne en el estado estadounidense de Pensilvania. En el año 2000 tenía una población de 4.874 habitantes y una densidad poblacional de 456.7 personas por km².

## Demografía
Según la Oficina del Censo en 2000 los ingresos medios por hogar en la localidad eran de $28,201 y los ingresos medios por familia eran $40,336. Los hombres tenían unos ingresos medios de $30,103 frente a los $22,061 para las mujeres. La renta per cápita para la localidad era de $17,404. Alrededor del 14.7% de la población estaba por debajo del umbral de pobreza.